# La Veillée (film)
Pour les articles homonymes, voir La Veillée.
Pour plus de détails, voir Fiche technique et Distribution.
La Veillée est un film dramatique français réalisé par Jonathan Millet et sorti en 2017.

## Fiche technique
- Titre : La Veillée
- Réalisation : Jonathan Millet
- Scénario : Jonathan Millet
- Photographie : Jonathan Ricquebourg
- Montage : Jeanne Oberson
- Musique : Yom
- Décors :
- Costumes : Céline Brelaud
- Producteur : David Hurst
- Production : Dublin Films
- Distribution : Dublin Films
- Pays d'origine :  États-Unis
- Genre : Drame
- Durée : 51 minutes
- Dates de sortie :
  - France :
    - 18 novembre 2017 (Villeurbanne)
    - 5 décembre 2018 (en salles)

## Distribution
- Joana Preiss
- Natacha Lindinger
- Maud Wyler
- Sylvie Granotier
- Yom